# Homalopygus aequatus
Homalopygus aequatus är en skalbaggsart som beskrevs av Lewis 1888. Homalopygus aequatus ingår i släktet Homalopygus och familjen stumpbaggar. Inga underarter finns listade i Catalogue of Life.